# Värdshuset Göken
Värdshuset Göken (originaltitel: The Devil's Brother) är en amerikansk komedifilm med Helan och Halvan från 1933 regisserad av Hal Roach. Filmen är baserad på Daniel-François-Esprit Aubers operett Fra Diavolo från 1830.

## Handling
Fra Diavolo är en charmig men farlig bandit som utger sig för att vara markis och planerar att stjäla från det rika paret Rocburg, bland annat 500 000 franc. En dag träffar han Stanlio och Ollio som blir hans tjänare.

## Om filmen
Filmen har återlanserats flera gånger under engelska olika namn; Fra Diavolo, The Virtuous Tramps och Bogus Bandits.
Scenen när Stanlio och Ollio får ett skrattanfall är baserad på ungefär samma scen i duons tidigare kortfilm Lev livet leende från 1928.
Laurel och Hardy själva hade denna film som sin personliga favorit bland dem som de gjorde tillsammans.
Filmen hade svensk biopremiär på biografen Piccadilly i Stockholm den 23 oktober 1933.

## Rollista (i urval)
- Stan Laurel – Stanlio (Halvan)
- Oliver Hardy – Ollio (Helan)
- Dennis King – Fra Diavolo
- Thelma Todd – Lady Pamela Rocburg
- James Finlayson – Lord Rocburg
- Henry Armetta – Matteo
- Lucille Browne – Zerlina
- Tiny Sandford – vedhuggare
- Carl Harbaugh – vedhuggare
- Wilfred Lucas – Alessandro
- Harry Bernard – fyllo, bandit[2]